# 외골격

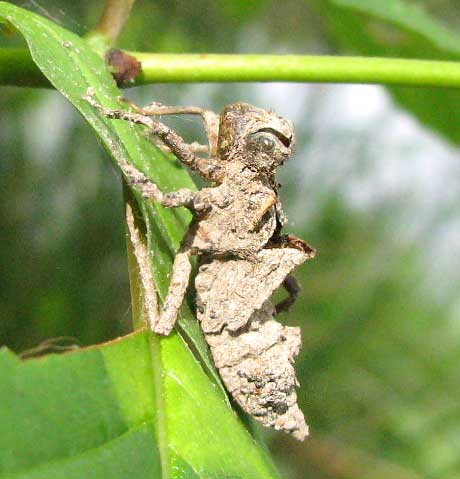
탈피 후 버려진 잠자리 유충의 외골격

외골격(外骨格, 영어: exoskeleton)은 동물의 몸 표층 가까이 있는 것이 많아 '피부 골격'이라고 불린다. 이것은 주로 표피 또는 진피 속에 '긴 단단한 뼈 모양의 것으로, 극피동물의 석회성 골판(성게 같은 것은 이 작은 골판이 잘 발달되어 있어, 서로 밀착하여 움직이지 않으나, 불가사리 등은 다소 움직일 수 있다)' 어류의 골성린(體性鱗), 그 밖에 파충류인 악어나 포유류인 천산갑 등의 골성판도 외골격에 포함된다. 특히, 키틴질로 이루어진 절지동물의 외골격은 척추동물의 내골격과 비교되는 것으로 새우 등 대형 갑각류는 석회질로 보강된 견고한 껍데기가 발달되어 있다. 이러한 외골격은 몸을 보호하는 데는 매우 유리하지만, 운동면으로는 내골격보다 불리하다고 할 수 있다.
절지동물문과 연체동물문은 둘다 외골격 생물이다. 외골격은 성장을 제한하기에, 이 문(門)들의 생물은 다양한 방법을 사용한다. 대부분의 연체동물은 석회질의 껍데기를 가지고 있으며, 자라면서 껍데기의 지름은 커지고 모양은 바뀌지 않는다. 반면에 절지동물은 자라면서 탈피를 통해서 외골격을 바꾼다. 탈피중에 절지동물은 헌 허물을 부수고 석회화를 통해 새 외골격을 형성한다.

## 같이 보기
- 동력형 외골격
- 내골격
- 유체골격